# Mathieu Lemoine
Mathieu Lemoine (n. 17 aprilie 1984, Mont-de-Marsan, Aquitaine, Franța) este un sportiv ce a reprezentat Franța, medaliat olimpic. A participat la o ediție a Jocurilor Olimpice (2016) în care a câștigat o medalie de aur.

## Participări
Lista de mai jos prezintă principalele competiții la care a participat Mathieu Lemoine de-a lungul carierei.
- Hipismo nos Jogos Olímpicos de Verão de 2016 - CCE por equipes[*]